# Ewing (constructor)
 Ewing  va ser un constructor estatunidenc de cotxes de competició.
Ewing va competir a 2 curses del campionat del món de la Fórmula 1 la temporada 1950 i la 1960.
Va disputar només la cursa del Gran Premi d'Indianapolis 500, no tornant a competir al món de la F1.

## Resultats a la F1
| Temporada | Pilot        | Graella | Classificació | Punts | Retirada   | Resultats |
| --------- | ------------ | ------- | ------------- | ----- | ---------- | --------- |
| 1950      | Jimmy Davies | 27      | 17            |       |            | Resultats |
| 1960      | Eddie Sachs  | 1       | 21            |       | Magneto    | Resultats |
| 1960      | Al Herman    | 30      | 32            |       | Embragatge | Resultats |